# Frontera Comalapa
Frontera Comalapa is een plaats in de Mexicaanse deelstaat Chiapas. Frontera Comalapa heeft 16.880 inwoners en is de hoofdplaats van de gemeente Frontera Comalapa.
Frontera Comalapa is gelegen aan de Río Grijalva, niet ver van de grens met Guatemala. De belangrijkste bronnen van inkomsten zijn de landbouw en de handel met Centraal-Amerika.